# 奥德丽·穆尔
奥德丽·穆尔（英語：Audrey Moore，1964年9月19日—），澳大利亚女子游泳运动员。她曾代表澳大利亚参加1982年和1986年英联邦运动会游泳比赛，其中1982年英联邦运动会获得女子100米仰泳铜牌。